# Подземная прокладка трубопроводов
Подземная прокладка трубопроводов — это метод установки трубопроводов ниже уровня земли. Это наиболее распространенный способ прокладки труб, используемый для транспортировки воды, газа, нефти, канализационных стоков и других жидкостей или газов.

### Применение подземной прокладки трубопроводов
Подземная прокладка применяется в следующих случаях:
1. Городская инфраструктура
  - Водопроводы, канализация, газопроводы, системы теплоснабжения.
2. Магистральные трубопроводы
  - Перекачка нефти, газа и продуктов их переработки на большие расстояния.
3. Промышленные объекты
  - Для транспортировки технологических жидкостей или отходов.
4. Сельское хозяйство
  - Орошение и дренаж полей.
5. Теплосети
  - Транспортировка горячей воды и пара для отопления.

### Преимущества подземной прокладки
1. Защита трубопровода
  - Трубы защищены от механических повреждений, ультрафиолетового излучения и климатических воздействий.
2. Эстетичность
  - Трубопровод скрыт под землей, что сохраняет внешний вид ландшафта.
3. Экономия пространства
  - Не занимает место на поверхности, что особенно важно в густонаселенных районах.
4. Стабильная температура
  - Грунт обеспечивает естественную термоизоляцию, что снижает потери тепла или предотвращает замерзание жидкости в трубе.
5. Повышенная безопасность
  - Меньший риск повреждений от вандалов, животных или транспорта.

### Недостатки подземной прокладки
1. Сложность монтажа
  - Требуются земляные работы, что увеличивает время и стоимость установки.
2. Ограниченный доступ для обслуживания
  - Ремонт и диагностика требуют раскопок, что делает процесс трудоемким.
3. Влияние на окружающую среду
  - Временное нарушение экосистемы при проведении земляных работ.
4. Зависимость от грунтовых условий
  - Болота, скалистые почвы или высокие грунтовые воды усложняют прокладку.

### Виды подземной прокладки
1. Траншейная прокладка
  - Трубы укладываются в траншеи с последующей засыпкой.
  - Применяется чаще всего, когда земляные работы возможны без значительных препятствий.
2. Бестраншейная прокладка
  - Используются методы горизонтального бурения, прокалывания или продавливания.
  - Применяется в густонаселенных районах или при пересечении водоемов, дорог, железнодорожных путей.
3. Тоннельная прокладка
  - Трубы укладываются в специально построенные подземные тоннели.
  - Используется для крупных магистральных трубопроводов или при необходимости прокладки большого количества коммуникаций.

### Этапы подземной прокладки
1. Проектирование
  - Учитываются топографические условия, тип почвы, глубина промерзания, наличие коммуникаций и другие факторы.
2. Подготовка траншеи
  - Расчистка территории, снятие верхнего слоя почвы и выемка грунта.
3. Укладка труб
  - Трубы монтируются на дно траншеи или закрепляются в тоннеле.
4. Изоляция и защита
  - Применяются гидроизоляционные материалы, теплоизоляция и покрытия для защиты от коррозии.
5. Обратная засыпка
  - Траншея засыпается песком с послойным уплотнением, а поверхность восстанавливается.

### Конструктивные особенности
1. Глубина заложения
  - Определяется в зависимости от назначения трубопровода, уровня промерзания почвы и типа транспортируемого вещества.
2. Изоляция
  - Обеспечивает защиту от коррозии, химических воздействий и влаги.
3. Дренажные системы
  - Предотвращают скопление воды вокруг труб.
4. Компенсаторы
  - Устанавливаются для компенсации температурных расширений труб.

### Нормативные документы
Для подземной прокладки трубопроводов используются следующие нормативы:
1. СНиП (Строительные нормы и правила)
  - Определяют требования к проектированию, монтажу и эксплуатации трубопроводов.
2. ГОСТ (Государственные стандарты)
  - Регламентируют качество материалов и оборудования.
3. СП (Своды правил)
  - Уточняют порядок выполнения работ.

### Особенности эксплуатации
1. Мониторинг состояния
  - Используются системы контроля давления, утечек и температуры.
2. Плановые осмотры
  - Проводятся для своевременного выявления повреждений.
3. Ремонтные работы
  - Включают локальные раскопки, замену поврежденных участков и восстановление грунта.